# Дело Стросс-Кана
Народ штата Нью-Йорк против Стросс-Кана (англ. The People of the State of New York v. Strauss-Kahn; неофициально дело Доминика Стросс-Кана, фр. Affaire Dominique Strauss-Kahn) — громкое уголовное дело, возбуждённое против Доминика Стросс-Кана (которому на тот момент было 62 года) по обвинению в сексуальном насилии и попытке изнасилования со стороны горничной нью-йоркского отеля Sofitel New York Нафиссату Диалло, якобы совершённые им 14 мая 2011 года. 19 мая 2011 года Стросс-Кану было предъявлено обвинение большим жюри, и после внесения залога в размере 1 миллиона долларов и заявлении о своей невиновности он был помещён под домашний арест. 1 июля прокуроры сообщили судье, что они пересмотрели силу своего дела в свете снижения доверия к экономке, и дело против него почти рассыпалось. В итоге обвинения были сняты по просьбе обвинения, которое сослалось на отсутствие у Диалло правдивости «по вопросам большим и малым» и неубедительности вещественных доказательств. 23 августа 2011 года судья официально отклонил все обвинения в соответствии с рекомендацией об увольнении, поданной окружной прокуратурой, которая утверждала, что неправда заявителя делает невозможным её признание.
В телевизионном интервью в сентябре того же года Стросс-Кан признал, что его связь с Диалло была моральной ошибкой, и описал такую связь как «неуместную», но подчеркнул, что она не включала в себя насилие, принуждение или агрессию. Он сказал, что Диалло солгала, и что он не намерен вести с ней переговоры по гражданскому иску, который она подала против него. Позднее иск был удовлетворён на нераскрытую сумму, которая, как впоследствии сообщалось, составила 1,5 миллиона долларов.
На момент предполагаемого нападения Стросс-Кан был главой Международного валютного фонда (МВФ) и считался ведущим кандидатом на пост президента Франции в 2012 году. Через четыре дня после ареста он добровольно сложил с себя полномочия в МВФ. После его ареста во Франции широко распространились слухи, что он стал жертвой заговора.

## Хронология

### Арест и предъявление обвинения
14 мая 2011 года 62 летний Стросс-Кан был арестован и обвинен в сексуальном насилии и попытке изнасилования 32-летней Нафиссату Диалло (англ. Nafissatou Diallo), горничной отеля Sofitel New York в районе Манхэттена ранее в тот же день. Позвонив в отель и попросив их принести его пропавший сотовый телефон в аэропорт, он был встречен полицией и снят с рейса в Париж в Международном аэропорту имени Джона Кеннеди в Нью-Йорке за несколько минут до взлета. Стросс-Кан был обвинен в четырех уголовных преступлениях-двух преступных сексуальных действиях (принуждение к оральному сексу с ним), одном покушении на изнасилование и одном сексуальном насилии, а также в трех мелких правонарушениях, включая незаконное лишение свободы.
Госдепартамент США постановил, что дипломатический иммунитет Стросс-Кана не распространяется на это дело.
Стросс-Кан нанял нью-йоркского адвоката Бенджамина Брафмана, чтобы представлять его интересы. Сообщалось, что он обратился за консультацией по связям с общественностью в консалтинговую фирму, расположенную в Вашингтоне. Его защита наняла частное детективное агентство, чтобы расследовать прошлое горничной.
Интересы Нафиссату Диалло представляли Кеннет Томпсон и Дуглас Вигдор из юридической фирмы Thompson Wigdor LLP, состоящей из двух партнеров и специализирующейся на вопросах трудового права и гражданских прав. Томпсон нанял парижского адвоката, чтобы найти во Франции женщин, которые могли стать жертвами Стросс-Кана.
Стросс-Кан предстал в суде 16 мая перед судьей уголовного суда Нью-Йорка Мелиссой Джексон. В ходе судебного разбирательства обвинение заявило, что горничная Диалло, иммигрантка из западноафриканской страны Гвинея, предоставила подробный отчёт о предполагаемом нападении, выбрала Стросс-Кана из состава опознанных и что на месте происшествия были проверены образцы ДНК. Стросс-Кан, ранее согласившийся на судебно-медицинскую экспертизу, не признал себя виновным. Судья Джексон отклонил его просьбу о залоге, заявив, что тот факт, что Стросс-Кан был задержан на вылетающем самолете, «вызывает некоторые опасения».
19 мая Большое жюри Манхэттена предъявило Стросс-Кану обвинение по семи уголовным статьям, два из которых были преступными сексуальными актами первой степени, каждый из которых карался тюремным заключением сроком до 25 лет. В тот же день судья Верховного суда Нью-Йорка Майкл Дж. Обус удовлетворил просьбу Стросс-Кана о залоге, который был установлен в размере 1 миллиона долларов с дополнительными ограничениями в виде 24-часового домашнего ареста и электронного браслета на лодыжке для наблюдения за ним.
После того, как Стросс-Кан сдал свой паспорт и внес дополнительный залог в размере 5 миллионов долларов, он был помещен под домашний арест в резиденцию в Нижнем Манхэттене.
24 мая сообщалось, что анализ ДНК спермы, найденной на рубашке Диалло, показал совпадение с образцом ДНК Стросс-Кана.
6 июня ему было предъявлено обвинение, и он не признал себя виновным. Вне суда адвокаты сторон выступили с заявлениями. Бенджамин Брафман, представитель Стросс-Кана, сказал: "По нашему мнению, как только доказательства будут рассмотрены, станет ясно, что в данном случае не было никакого элемента насильственного принуждения. Любое предположение об обратном просто не заслуживает доверия. Адвокат Диалло, Кеннет Томпсон, сказал, что вся власть, деньги и влияние Стросс-Кана не помешают правде выйти наружу.

### Раскрытие информации
30 июня 2011 года окружной прокурор направил группе защиты Стросс-Кана письмо, в котором раскрыл информацию о горничной.
В тот же день прокуроры встретились с группой защиты Стросс-Кана. В тот же вечер газета «Нью-Йорк Таймс» сообщила, что дело находится на грани краха, и процитировала сотрудников правоохранительных органов, заявивших, что следователи обнаружили серьезные бреши в репутации экономки. После освобождения Стросс-Кана под залог на следующий день та же газета сообщила, что Диалло призналась, что солгала о событиях, последовавших сразу после ее встречи со Стросс-Каном. Сначала она сказала, что после предполагаемого нападения она ждала в коридоре, пока Стросс-Кан не ушел. Позже она сказала, что убиралась в соседней комнате, а затем вернулась в комнату Стросс-Кана, чтобы прибраться там, прежде чем сообщить своему начальнику, что на нее напали. Среди открытий были заявления Диалло следователям, отличающиеся от того, что она написала в своем ходатайстве о предоставлении убежища, ее заявление о том, что у нее есть только один телефон, в то время как она платит сотни долларов в месяц пяти телефонным компаниям, а также физические лица, включая известных преступников, внесших почти 100 000 долларов на ее банковский счёт за предыдущие два года.
Кроме того, Диалло рассказала убедительную и подробную историю о групповом изнасиловании солдатами в Гвинее, которая была полностью сфабрикована. В течение двух недель она дважды рассказывала эту историю прокурорам. Оба раза с большой эмоциональностью, точностью и убежденностью, включая: слёзы; прерывистую речь; количество и характер нападавших; указание на шрамы, которые предположительно были от нападения; присутствие её двухлетней дочери. Когда она наконец признала, что эта история была сфабрикована, она сначала сказала, что она придумала нападение, чтобы соответствовать её ходатайству о предоставлении убежища. Но и это оказалось неправдой, поскольку в её заявлении о предоставлении убежища не упоминается о групповом изнасиловании.
Кроме того, обвинение узнало, что на следующий день после предполагаемого нападения домоправительница позвонила на своем родном языке фула своему бойфренду в иммиграционном центре временного содержания. The New York Times цитирует представителя правоохранительных органов, который сказал, что перевод звонка показал, что она использовала слова в эффекте «не волнуйтесь, у этого парня много денег. Я знаю, что делаю.» Обвинители заявили, что разговор, один из по крайней мере трех, что они записали, поднял «очень тревожные» вопросы о доверии обвинителя, потому что она обсуждала возможные выгоды от преследования обвинений против богатого человека. По данным The New York Times, перевод этого звонка «встревожил прокуроров» как еще одно из «ряда тревожных заявлений». После получения записанного аудио от звонка, адвокат обвинителя возразил, что это заключенная выразила опасения по поводу финансовой мощи DSK, а Нафиссату просто отмахнулась от его опасений, сказав, что её адвокат знает, что делает.
Томпсон, адвокат обвинителя, оспорил обращение прокуроров и интерпретацию телефонного звонка и попросил их отозвать и назначить специального прокурора. Прокуроры отказались взять самоотвод, заявив, что просьба Томпсона была необоснованной.

### Освобождение Стросс-Кана
На следующее утро после разоблачений обвинения, на кратком судебном заседании, в котором обвинители заявили, что они пересмотрели силу своего дела, Стросс-Кан был освобождён из-под домашнего ареста под подписку о невыезде без залога. Его паспорт остался сданным, хотя он мог свободно путешествовать по территории США. После слушаний Кеннет Томпсон, адвокат горничной Диалло, заявил: «Это факт, что жертва здесь совершила некоторые ошибки, но это не значит, что она не жертва изнасилования».
Следующее запланированное слушание было отложено дважды, с 18 июля по 1 августа 2011 года, а затем снова на 23 августа, причем прокуроры заявили, что им нужно больше времени для дальнейшего расследования, а защита выразила надежду, что это приведет к снятию обвинений.

### Гражданский иск
8 августа 2011 года Диалло подала гражданский иск против Стросс-Кана в Верховный суд штата Нью-Йорк, графство Бронкс. 15 мая 2012 года, через несколько дней после выборов президента Франции, Стросс-Кан подал встречный иск против Диалло за "необоснованные обвинения, которые стоили ему должности управляющего директора Международного валютного фонда и «других профессиональных возможностей». До своего ареста Стросс-Кан считался вероятным кандидатом на выборах действующего президента Николя Саркози, который решил выдвинуться на новый срок.
Иск Диалло был урегулирован вместе со встречным иском Стросс-Кана на нераскрытую сумму 10 декабря 2012 года. В то же время был подан отдельный иск против New York Post, которая сообщила, что она проститутка. Адвокат Диалло, Кеннет Томпсон, описал Диалло как сильную и мужественную женщину, которая никогда не теряла веры в американскую систему правосудия. Предыдущие сообщения, опубликованные в Le Monde о том, что Стросс-Кан согласился на 6 миллионов долларов, были опровергнуты обеими сторонами.
Позже Le Journal du Dimanche сообщил о выплате 1,5 миллиона долларов, из которых Диалло получила чуть меньше 1 миллиона долларов после гонораров. Также издание отметило, что переговоры между сторонами начались после того, как судья отклонил ходатайство Стросс-Кана о предоставлении ему дипломатического иммунитета. Урегулирование иска означало, что Стросс-Кан избежал долгого и унизительного судебного разбирательства.

### Прекращение дела
22 августа 2011 года прокуроры подали рекомендацию об отмене всех обвинений против Стросс-Кана. Они сообщили суду, что несоответствия в показаниях обвинителя привели к решению рекомендовать снять все обвинения. Их решение прекратить дело было основано на ряде фактов, изложенных в 25-страничном документе:
- Вещественные доказательства указывают на сексуальный контакт, но не доказывают применение силы или несогласие[5]
- Обвинение отметило многочисленные случаи неправды обвинителя, в том числе фабрикацию истории о том, что она была изнасилована группой в своей родной Гвинее, чтобы получить убежище в США (хотя её заявление о предоставлении убежища не включало это)
- Изменила свою версию событий до, во время и после предполагаемого нападения.

Следовательно, обвинители заявили, что они больше не могут верить Диалло вне разумных сомнений и не могут ожидать, что присяжные сделают это. Адвокат Диалло, Кеннет Томпсон, публично атаковал окружного прокурора Вэнса, утверждая, что ведомство Вэнса повело себя оскорбительно для их клиента, слило ложную информацию и пыталось подорвать доверие к Диалло; он попросил приостановить дело, в чём позже было отказано.
23 августа 2011 года все обвинения против Стросс-Кана были сняты по требованию обвинения. Он вернулся в Париж 3 сентября 2011 года. 9 сентября 2011 года адвокат обвинителя подал гражданский иск против Стросс-Кана в Нью-Йорке, а через несколько недель последовало ходатайство об увольнении Стросс-Кана.
18 сентября 2011 года Стросс-Кан дал интервью французскому телевидению. Он признал, что его встреча с Диалло в Нью-Йорке была ошибкой и моральной ошибкой, но отрицал, что это было преступлением. Он обвинил Диалло во лжи по поводу этой встречи.

## Реакция

### Реакция близких и знакомых Стросс-Кана
Ещё до скандала Стросс-Кан имел репутацию бабника. Le Journal du Dimanche охарактеризовал его как «великого соблазнителя» (un grand séducteur). Вместе с этим близкие и друзья отмечали, что инкриминируемые ему преступления были не в его характере. Его бывшая жена Брижит Гильеметт настаивала на том, что насилие не было частью его темперамента и что обвинения были «немыслимы и невозможны». Испанская писательница и бывшая любовница Кармен Льера, защищала его в открытом письме, заявляя, что «насилие не является частью его культуры». Этот вывод подтверждается биографом Стросс-Кана, который утверждает, что он был «типичным французским любовником, но он не способен изнасиловать женщину». Жена Стросс-Кана, Анн Синклер, была в Париже, когда его арестовали. Через неделю после ареста, 21 мая 2011 года, она сказала: «Я ни на секунду не верю обвинениям в сексуальном насилии со стороны моего мужа».

### Политическая и общественная реакция
Французские политики быстро отреагировали, как и их коллеги в остальной Европе. Марин Ле Пен, лидер Национального фронта, сказала: «Я совершенно не удивлена… все в Парижской политической деревне знали о патологических отношениях Доминика Стросс-Кана с женщинами», и раскритиковала как правящую партию UMP, так и социалистические партии за игнорирование его недостатков. Бернар Дебре, депутат Национального собрания Франции от партии УМП, назвал поведение Стросс-Кана унижением для Франции.
Этот случай вызвал реакцию феминисток как в США, так и во Франции, которые критиковали французское освещение обвинений и очевидное отклонение претензий женщины. Эта реакция привела к митингу в Центре Помпиду 22 мая 2011 года. Французский социолог Ирен Тери опубликовала две статьи в Le Monde, комментируя это дело и защищая французский феминизм от американских нападок.
В ответ на обвинения Unite Here, крупнейший профсоюз в индустрии гостеприимства, заявил, что отели должны обеспечить обучение работников сексуальным домогательствам. Когда Стросс-Кан появился в суде 6 июня, группа обслуживающего персонала, члены Нью-Йоркского Совета по торговле гостиницами (NYHTC), прибыли на автобусе, организованном профсоюзом, и провели демонстрацию перед залом суда.

### Освещение событий в СМИ после ареста
Си-Би-Эс Ньюс отметила, что цирк в СМИ начался потому, что дело касалось трёх элементов зрительского интереса: секса, политики и денег. Влияние этого дела на СМИ после ареста измерила французская медиааналитическая фирма Kantar Media. Они обнаружили, что в течение первых десяти дней скандала «DSK» появился на первых полосах более чем 150 000 газет по всему миру.
17 мая 2011 года газета Paris Match опубликовала имя экономки в статье, которая включала оценку ее привлекательности. Другие французские газеты быстро последовали её примеру, назвав ее имя, и в конце концов добавили фотографии и подробности её личной жизни.
При этом Стросс-Кан считался бабником и описывался в Le Journal du Dimanche как «великий соблазнитель» (un grand séducteur)
14 июня газета The New York Times, следуя примеру других англоязычных СМИ, опубликовала «необычайно обширную» статью о прошлом экономки, продолжая скрывать её имя. В США средства массовой информации обычно не раскрывают имена лиц, выдвигающих обвинения в изнасиловании.
Бывший министр юстиции Франции Элизабет Гигу, автор закона 2000 года о презумпции невиновности, заявила, что считает телевизионные изображения Стросс-Кана до предварительного судебного разбирательства абсолютно отвратительными и описала освещение как досудебное обвинение. Жак Ланг, бывший министр культуры и министр образования, описал опубликованные изображения Стросс-Кана как линчевание и задался вопросом, почему Стросс-Кану не было предоставлено освобождение под залог по его первому ходатайству, поскольку, по словам Лэнга, дело не было настолько серьёзным. Позже он извинился.
Хью Шофилд из британской телерадиовещательной корпорации (Би-би-си) сообщил, что арест и заключение Стросс-Кана спровоцировали национальную травму во Франции гораздо глубже, чем кто-либо мог себе представить: образы преступника Стросс-Кана после ареста «Пробудили антиамериканизм, который скрыт во многих французских душах. <…> такие унизительные фотографии никогда не будут сделаны во Франции — действительно, французский закон о презумпции невиновности запрещает унизительные фотографии заключённых, ожидающих суда». Бернар-Анри Леви, французский философ и медиа-интеллектуал, заявил, что Стросс-Кан уже был признан виновным в суде общественного мнения.
После его освобождения из-под домашнего ареста 1 июля газета The New York Times среди прочих средств массовой информации высказала предположение о том, сможет ли он возобновить свою политическую карьеру. Во Франции Мишель Саббан попросила приостановить проведение президентских праймериз французской Социалистической партии, чтобы обсудить возможность участия в них Стросс-Кана.
Журналист и эссеист Жан-Франсуа Кан извинился за то, что первоначально охарактеризовал обвинения как «troussage de domestique» (буквально, раздевание или случайный, принудительный секс со служанкой) и сказал, что он уйдёт из журналистики.

## Теории заговора
С самого начала у многих возникло подозрение, что это дело было подстроено. Через несколько дней после его ареста опрос показал, что 57 % французской общественности считают его «жертвой клеветнической кампании».
Парижский политик и защитница гендерного равенства Мишель Саббан заявила, что она убеждена в существовании международного заговора с целью подставить его. 15 мая политический оппонент Стросс-Кана Анри де Рейнкур, министр по вопросам международного сотрудничества в правящей партии UMP, заявил: «Нельзя исключать, что речь идёт о подставе». 27 ноября 2011 года ветеран журналистских расследований Эдвард Джей Эпштейн представил поминутную документацию событий, опубликованную в New York Review of Books, которая касалась предполагаемого нападения, выдвинув ряд новых обвинений. Анализ ключей от дверей отеля и телефонных записей, прослеживающих связи с потенциальными политическими соперниками Стросс-Кана, по-видимому, позволил предположить, что его подставили. Однако гостиница, где якобы произошло нападение, решительно отвергла предположения Эпштейна о теории заговора, отрицая ряд утверждений в докладе. «The New York Review of Books» впоследствии исправила одно из своих утверждений, сообщив, что «танец торжества» между двумя сотрудниками Sofitel длился 13 секунд, а не 3 минуты, как первоначально сообщалось, — вопрос, который был поднят Эми Дэвидсон в своей статье «The New Yorker examination of Epstein». Позже Эпштейн писал, что Стросс-Кан теперь признаёт, что его враги, возможно, не организовывали его встречу с Диалло, но считает, что они действительно сыграли свою роль, через перехваченные телефонные звонки, убедившись, что горничная отеля обратилась в полицию, превратив частное свидание в публичный скандал.
Чаще всего говорилось о том, что арест Стросс-Кана вызван желанием помешать ему участвовать в выборах президента Франции. Такой же позиции придерживался и сам Стросс-Кан. Так в интервью газете Libération 28 апреля 2011 года Стросс-Кан заявил, что «опасается, что его политический оппонент Николя Саркози попытается подставить его с помощью фальшивого изнасилования».
Владимир Путин в бытность свою Председателем Правительства предположил, что секс-скандал был постановкой, устроенной американскими властями: «Я не могу поверить в то, что это все так, как представлено изначально, в голове не укладывается». Он стал первым мировым лидером, публично усомнившимся в предъявленных Стросс-Кану обвинениях.
Тьерри Мейсан в газете «Комсомольская правда» изложил свою версию происшедшего, предположив, что скандал в Нью-Йорке был спровоцирован для того, чтобы помешать Стросс-Кану «встретиться… лично с полковником Каддафи» (для обсуждения судьбы золотовалютных резервов Ливии).
Михаил Хазин в мае 2011 года так объяснил возможные причины ареста Стросс-Кана: «Около месяца назад он, выступая на открытии очередной сессии МВФ и Мирового банка, сказал, что Вашингтонский консенсус в нынешней ситуации себя исчерпал. Напомним, что Вашингтонский консенсус — это идеологическая надстройка над современной финансовой моделью, действующей уже около трех десятилетий. Публичный отказ от Вашингтонского консенсуса <…> — это фактически признание того, что современная финансовая система — больше „не жилец“, со всеми вытекающими последствиями, в том числе необходимостью пересмотреть объем прибыли, образующейся в экономике, который финансовый сектор перераспределяет в свою пользу. Разумеется, финансовый сектор в целом таким подходом сильно недоволен, и его действующего ресурса оказалось достаточно, чтобы нанести удар по ренегату, который поставил под угрозу привычные льготы и преимущества». В 2014 году он описывал это иначе: «Для спасения мировой финансовой системы и её стабильности [было решено] создать аналог ФРС не в национальном, а в мировом масштабе. Чтобы Центробанки государств могли печатать деньги на национальном уровне только в рамках тех квот, которые устанавливает „Центробанк Центробанков“. <…> Чтоб не создавать новую структуру, решили использовать МВФ. На его базе делать эмиссию валюты МВФ — „специальных прав заимствований“. Есть такая! Организовывал процесс глава МВФ — француз Стросс-Кан, который был чистым исполнителем. В том числе, он „разруливал“ дискуссию об изменении квот в МВФ. Тот же Китай стал требовать увеличить свою квоту в соответствии с размером экономики. Что разрушило бы монополию США. Ведь вся система была создана под их интересы. Соединенные Штаты Америки быстро осознали, чем грозит для них реализация плана „Центробанка Центробанков“. Фактически им запрещали бы печатать доллары в тех количествах, которые необходимы для поддержания своего бюджета. И в июне 2011 года началось дело Стросс-Кана»

## Последствия дела Стросс-Кана

### Экономические
Стросс-Кан подал в отставку с поста главы МВФ 18 мая 2011 года. В своём заявлении об отставке он отрицал «с величайшей возможной твёрдостью все обвинения». Он сказал, что хочет защитить МВФ и посвятить все свои силы доказательству своей невиновности. 14 июня МВФ объявил, что на пост директора-распорядителя МВФ были выдвинуты два кандидата: Агустин Карстенс, управляющий мексиканским Центральным банком, и Кристин Лагард, министр финансов Франции. 28 июня МВФ объявил, что выбрал Лагард.
Его внезапная отставка заставила МВФ искать замену и породила новые политические проблемы. По словам The Washington Post, «без Стросс-Кана у руля Европа рискует потерять ключевой источник финансовой поддержки в своих усилиях по сдерживанию долгового кризиса, который сотрясает континент», включая потенциальную финансовую помощь для таких стран, как Греция и Португалия. Американский экономист Джозеф Стиглиц согласился с этим, подчеркнув, что, поскольку Стросс-Кан был «впечатляющим лидером МВФ и восстановил доверие к институту», выбор его замены был важен, иначе «достижения института могли быть легко потеряны».
По данным журнала The Economist, до того, как Стросс-Кан стал главой МВФ, актуальность Фонда для мировых финансов была под вопросом. Однако его раннее одобрение фискальных стимулов для еврозоны во время ее финансового кризиса было принято, а новые взносы в фонд были утроены. «Греки доверяли ему», – отмечает журнал, и он был одним из немногих негерманских политиков, имевших влияние на Ангелу Меркель … Какими бы ни были его личные недостатки, он был выдающимся главой МВФ. Кроме того, он отстаивал необходимость защиты бедных стран от последствий жесткой бюджетной экономии, помогая МВФ стать «добрее и мягче» к менее развитым странам. В результате его ареста МВФ оказался в «смятении», и выбор его замены стал «более срочным и более сложным».

### Политические
Хотя он официально не заявлял о своей кандидатуре, Стросс-Кан должен был стать ведущим кандидатом на пост президента Франции от Социалистической партии в 2012 году. Предварительные опросы показали, что он мог победить действующего президента Николя Саркози, но его арест оставил партию неуверенной в том, как действовать дальше. 28 июня лидер партии Мартина Обри объявила о своей кандидатуре на пост президента, присоединившись к Франсуа Олланду и Сеголен Руаяль среди кандидатов от партии. Стросс-Кан поддержал кандидатуру Обри. В итоге Франсуа Олланд был избран кандидатом в президенты от Социалистической партии 16 октября 2011 года.
В марте 2012 года студенты Кембриджского университета в Великобритании протестовали против того, чтобы Стросс-Кану разрешили выступать в кампусе. Из-за первоначальных обвинений и обвинений горничной женская группа кампуса выступила против его визита, и 750 студентов подписали петицию об отзыве его приглашения. Защищая своё решение пригласить его, президент студенческого союза объяснил, что «мы не можем участвовать в каких-либо суждениях о людях», а представитель университета добавил, что университет «уважает академическую свободу и свободу слова». Один из студентов, протестовавших против визита Стросс-Кана, заявил в интервью: «Мы хотели реализовать нашу собственную свободу слова как личности и дать Союзу знать, что мы думаем».
В 2015 году Михаил Хазин сказал, что «после „дела Стросс-Кана“ произошел раскол мировой финансовой элиты, что поставило под угрозу всю судьбу „Западного“ глобального проекта. <…> ресурс развития капитализма исчерпан, в результате, у „Западного“ проекта отсутствует подкрепленная ресурсами позитивная программа. Это ведет к резкому росту антиамериканских настроений в мире и постепенному приходу к власти в различных странах априори жестко относящихся к США контрэлит».

### Личные
Жена Стросс-Кана, Анн Синклер, первоначально поддержала мужа, заявив, что не верит обвиняеним. Друзья пары отмечали тогда, что их 20-летний брак остается крепким, несмотря на новые напряжения, и что обвинения вряд ли разлучат их. Впоследствии она поменяла свою позицию и заявила, что получила информацию о недостойных методах воздействия на свидетелей. 31 августа 2012 года Энн Синклер заявила в интервью газете, что она и Стросс-Кан расстались. Пара развелась в марте 2013 года. После развода выяснилось, что у политика есть внебрачный ребенок, родившийся в 2010 году.

## Отражение в поп-культуре
Эпизод 2011 года «Law & Order: Special Victims Unit» под названием «выжженная земля» основан на аресте Стросс-Кана. Этот случай также попал в сценарий французского фильма 2014 года «Добро пожаловать в Нью-Йорк», написанный в соавторстве с режиссёром Абелем Феррарой и Жераром Депардье и Жаклин Биссет в главных ролях. После выхода фильма (в смешанных рецензиях, варьирующихся от высокой похвалы до откровенного отвращения) 17 мая 2014 года, Стросс-Кан заявил, что подаст в суд за клевету. Его адвокат также возмущался, что изображение его тогдашней жены Энн Синклер было антисемитским.
Короткометражный фильм 2013 года «История Аиссы» основан на рассказе Нафиссату Диалло об изнасиловании Стросс-Каном. История Аиссы снята режиссером Икуо Эссьеном и завоевала множество премий за короткометражный/независимый фильм.